# Фламан, Леон
Леон Фламан (фр. Léon Flameng, 30 апреля 1877, Париж — 2 января 1917, Ив) — французский велогонщик, чемпион и призёр летних Олимпийских игр 1896.
Фламан участвовал в четырёх велогонках — на 333,3 м, 2 км, 10 км и 100 км. Его лучший результат был на самой длинной гонке, в которой он стал чемпионом. В 10-километровой гонке он занял второе место, уступив лишь своему соотечественнику Полю Массону. В 2-километровом спринте он стал бронзовым призёром, уступив Массону и греку Стаматиосу Николопулосу. В гите на одну третью километра он стал пятым, показав одинаковый результат с британцем Фрэнком Кипингом и немцем Теодором Лойпольдом.
В 1898 году вступил в ряды Французской армии. Первоначально служил в составе 8-й пехотной дивизии, позже стал пилотом. Участвовал в Первой мировой войне в звании сержанта. Был награждён Военным крестом и Колониальной медалью. 2 января 1917 года Леон Фламан погиб во время испытания биплана Sopwith 1A.2.